# Calathea koernickeana
Calathea koernickeana là một loài thực vật có hoa trong họ Marantaceae. Loài này được Horan. mô tả khoa học đầu tiên năm 1862.